# Racho Petrov
Racho Petrov Stoyanov (búlgaro: Рачо Петров Стоянов; 3 de marzo de 1861-22 de enero de 1942) fue un destacado general y político búlgaro.

## Biografía
Petrov nació en Shumen. Militar de talento, fue nombrado jefe de Estado Mayor a los 24 años y Ministro de Defensa a los 27 años. Su estatura aumentó gracias al papel destacado que desempeñó en la represión de un motín del ejército en 1887. En 1887 se casó con Sultana Pantaleeva Minchovich, con la que tuvo tres hijos. Tras un matrimonio infeliz, se divorciaron en 1919.
Tanto Petrov como su esposa mantenían una estrecha relación personal con el zar Fernando I de Bulgaria, y en 1891 fue ascendido por Fernando al grado de coronel, siendo el primer oficial que ostentaba ese rango en Bulgaria. Petrov también asistió a la boda de Fernando con la princesa María Luisa de Borbón-Parma en Italia en 1893. La decisión de Fernando en 1894 de poner a Petrov al mando del ejército por completo, y por tanto fuera del mando del primer ministro Stefan Stambolov, precipitó la dimisión de este último.
Como político, fue dos veces primer ministro de Bulgaria, inicialmente como jefe no partidista de una administración provisional en 1901, cuya única tarea era organizar las siguientes elecciones. Volvió como primer ministro por un periodo más largo, de 1903 a 1906, habiendo sido nombrado por temor a una guerra tras una insurrección búlgara en la Macedonia otomana. Su gobierno se preocupó especialmente de los asuntos militares y supervisó un programa de armamento y una amplia modernización del ejército búlgaro.
Durante la segunda guerra de los Balcanes, Petrov, que ya era teniente general, asumió el mando del III Ejército y lo dirigió en la batalla de Bregalnica, una victoria serbia.
Durante la Primera Guerra Mundial fue jefe del recién creado Oblast de Inspección Militar de Macedonia, desde diciembre de 1915 hasta octubre de 1916.